# Antonio González Yebra
Antonio González Yebra (Campo, Ponferrada, 5 de agosto de 1734 - c. 1810), fue un magistrado y miembro del Consejo de Castilla, del Consejo de la Inquisición y de la Cámara de Castilla. Es conocido por escribir en 1784 una "Instrucción para el mejor régimen y gobierno de la Galera de esta Corte, principalmente en orden a la ocupación y trabajo en que se han de emplear las reclusas, y distribución de sus rendimientos" en Valladolid.

## Reseña biográfica
Nació en 1734 en Campo en el seno de una familia hidalga de gran arraigo en la localidad. Sus padres fueron Diego González Yebra y Margarita González Cuéllar y tuvo cuatro hermanos; fue sobrino suyo el militar José Blanco González. En 1752 obtuvo el grado de bachiller en Leyes por la Universidad de Salamanca. Pronto inició su actividad profesional como letrado en Valladolid y desde esa posición emprendió una larga carrera en la administración. 
Casó en 1776 con Juana Cabeza de Vaca, natural de Toro (Zamora). Fue nieta suya María de la Concepción González-Yebra y Carrillo, IV marquesa de Villagodio.

## Obras
- Apuntaciones sobre el error con que está admitida en España la Hidalguía Universal de los naturales de Vizcaya y la autenticidad de sus fueros, 1779.
- Instrucción para el mejor régimen y gobierno de la Galera de esta Corte, principalmente en orden a la ocupación y trabajo en que se han de emplear las reclusas, y distribución de sus rendimientos, 1784.

## Distinciones
- Caballero de la Orden de Carlos III (1790)